# ريتشارد بلاكفورد
ريتشارد بلاكفورد (بالإنجليزية: Richard Blackford)‏ هو ملحن بريطاني، ولد في 13 يناير 1954.

## وصلات خارجية
- الموقع الرسمي
- ريتشارد بلاكفورد على موقع IMDb (الإنجليزية)
- ريتشارد بلاكفورد على موقع ميوزك برينز (الإنجليزية)
- ريتشارد بلاكفورد على موقع ديسكوغز (الإنجليزية)
- ريتشارد بلاكفورد على موقع قاعدة بيانات الفيلم (الإنجليزية)